# سد تاقسبت
سد تاقسبت (أو تاكسبت) من بين أكبر السدود الهيدروليكية في الجزائر. يقع في ولاية تيزي وزو (منطقة القبائل) على بعد 10 كم جنوب شرق مدينة تيزي وزو و110 كم شرق الجزائر العاصمة. نشأ على وادي عيسي، أحد فروع وادي سيباو، وتقدر سعته بـ175 مليون متر مكعب.
يغطي سد تاقسبت مساحة لا تقل عن 550 هكتار، ويتغذى من مياه الأمطار وذوبان الثلوج التي تغطي جبال جرجرة. وهو يحتوي على محطة معالجة المياه ومحطة ضخ وأنفاق بما فيها أنابيب طولها عشرات الكيلومترات تسمح بنقل 150 مليون متر مكعب سنويا من الماء الصالح للشرب نحو العديد من المدن والقرى في كل من ولاية تيزي وزو، ولاية بومرداس، ولاية الجزائر العاصمة، ولاية المدية وولاية البليدة.
دشن رسميا يوم 5 يوليو/جويلية 2007. كلّف حوالي 540 مليون يورو.

## مكتبة الصور

مسار وادي عيسي في منطقة القبائل
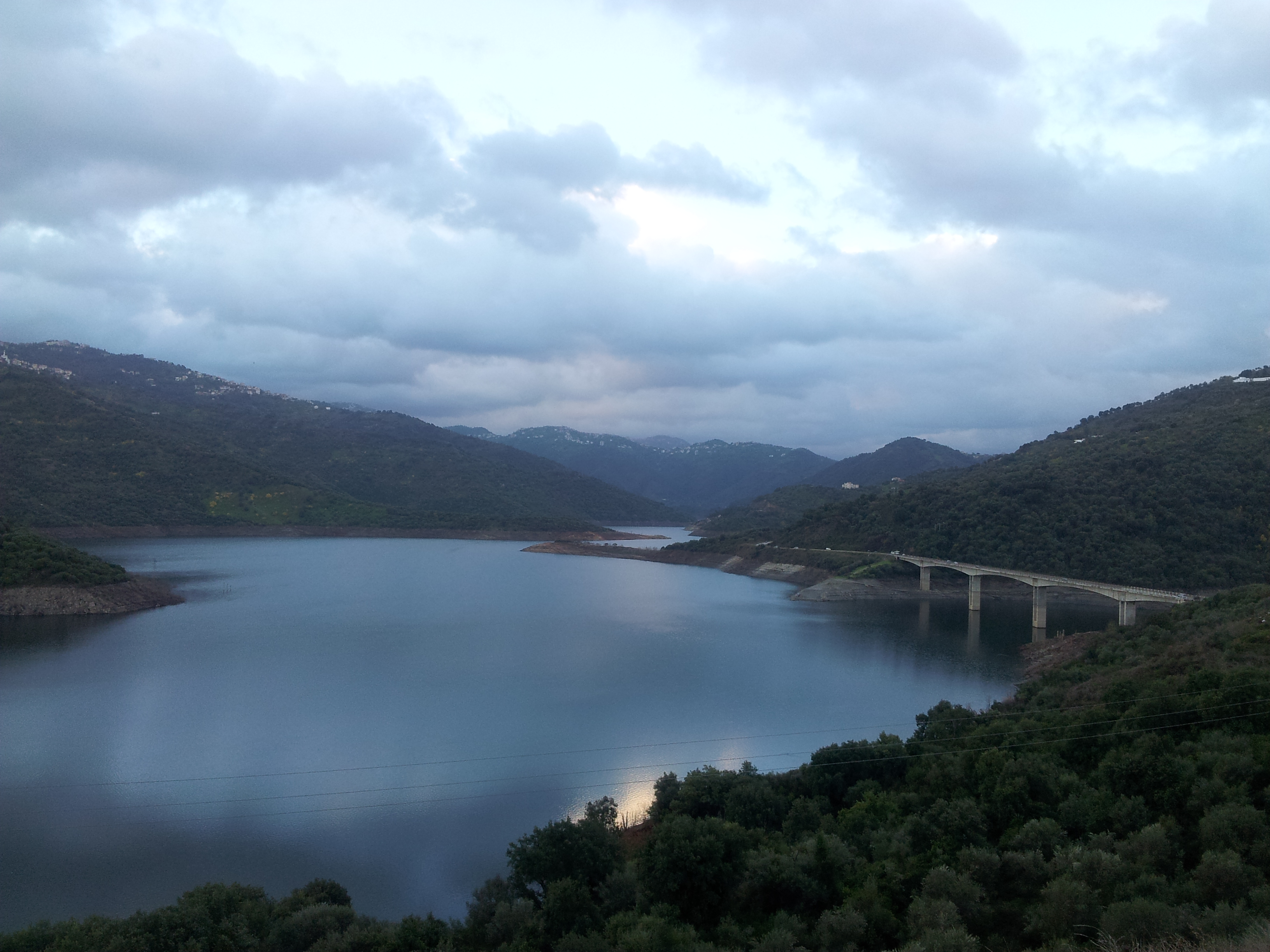
سد تاقسبت على وادي عيسي
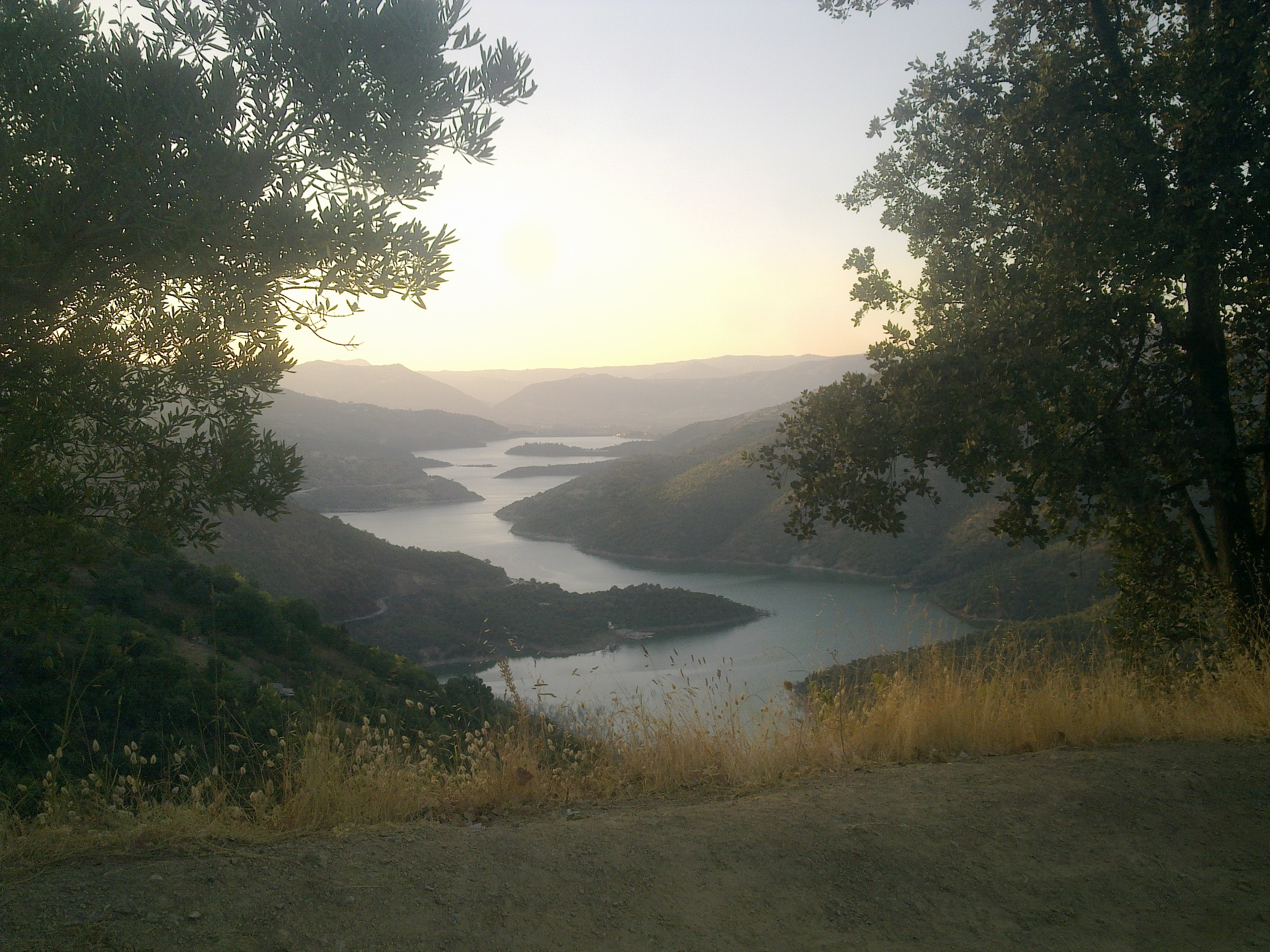
سد تاقسبت على وادي عيسي
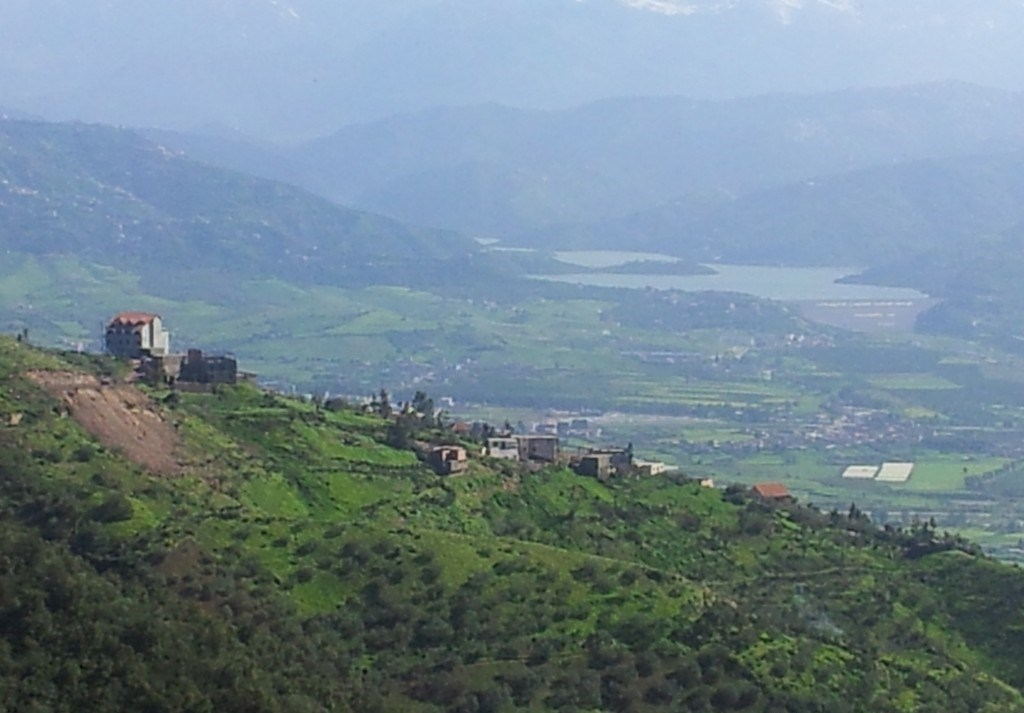
سد تاقسبت على وادي عيسي
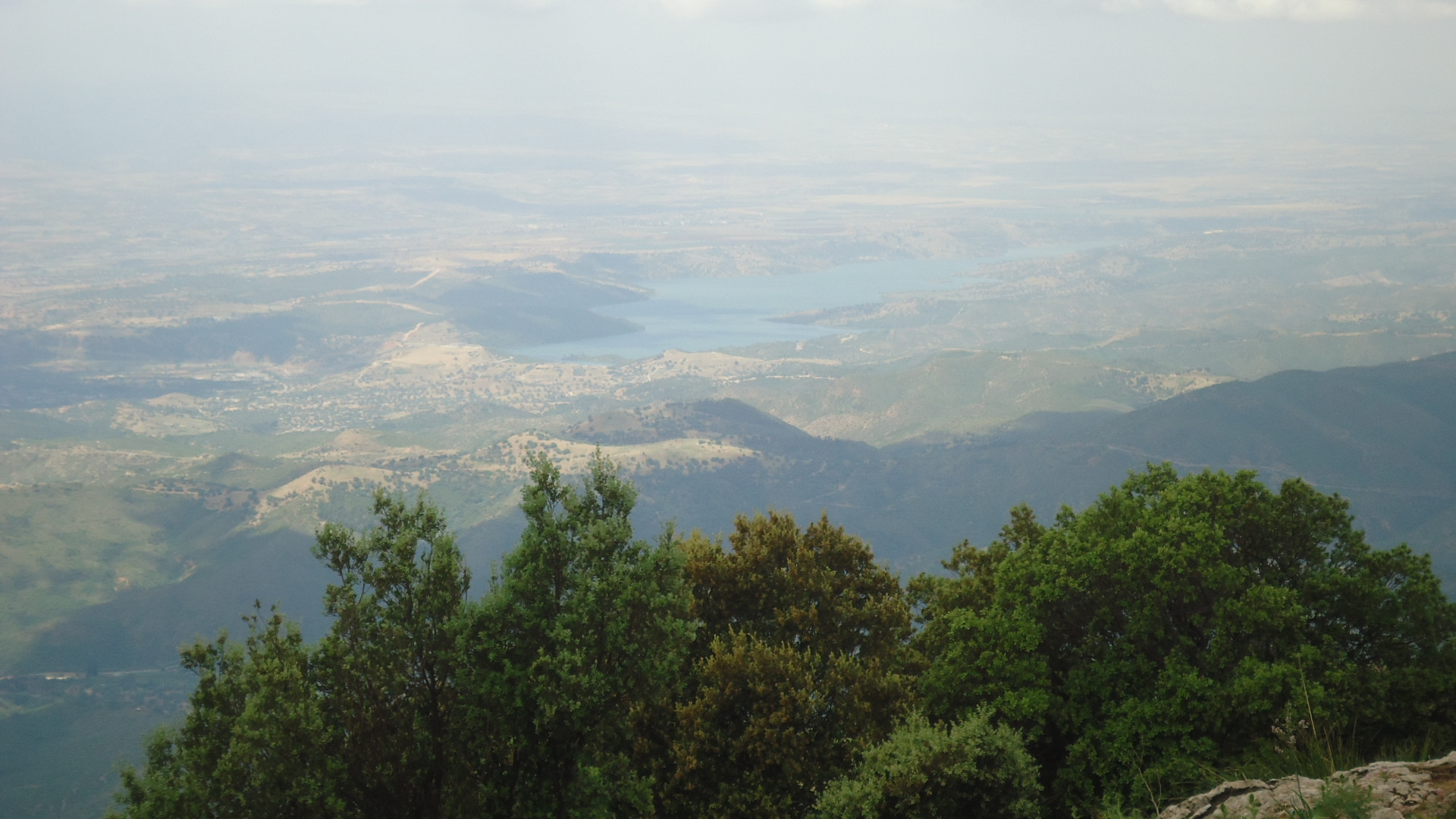
سد تاقسبت على وادي عيسي
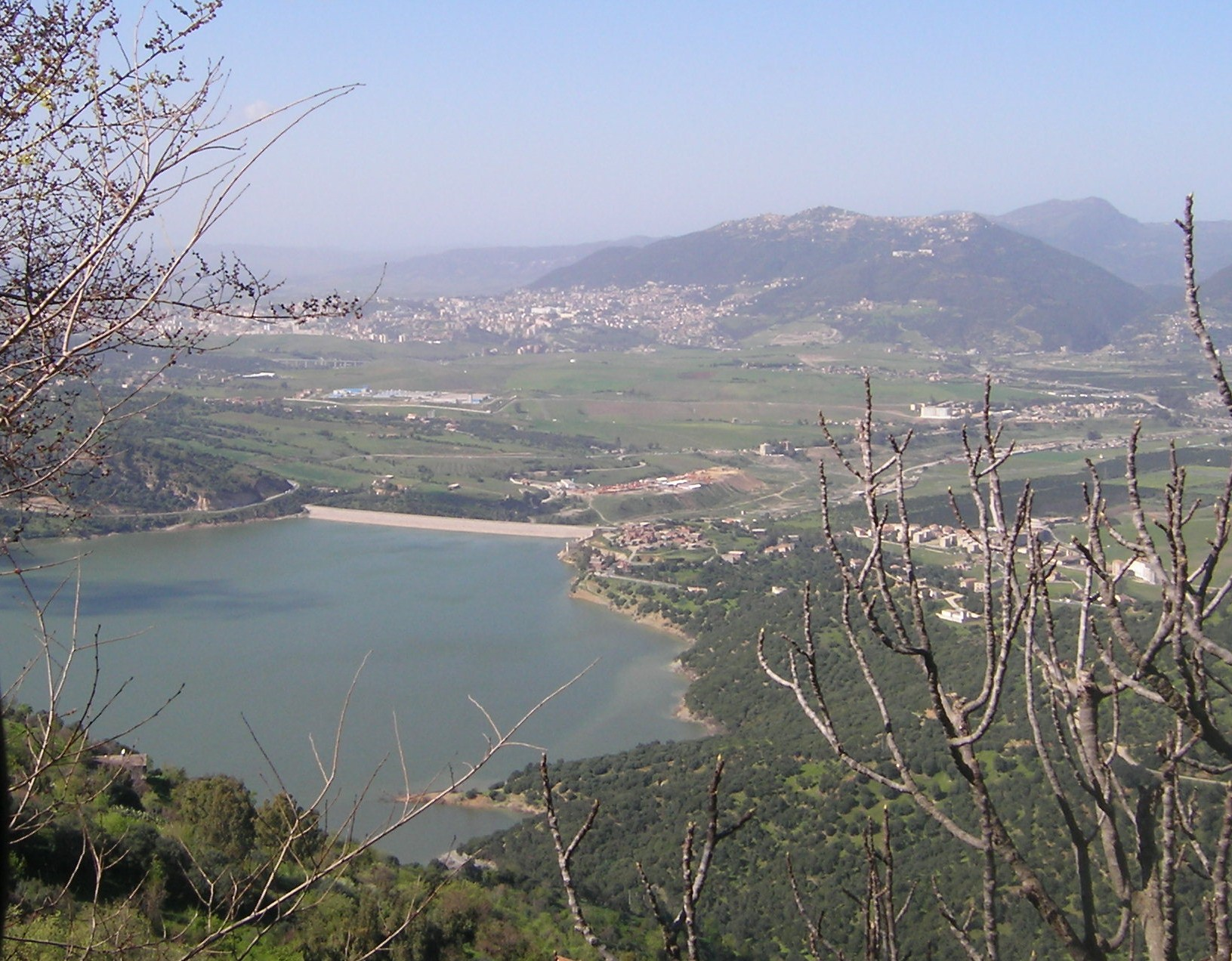
سد تاقسبت على وادي عيسي
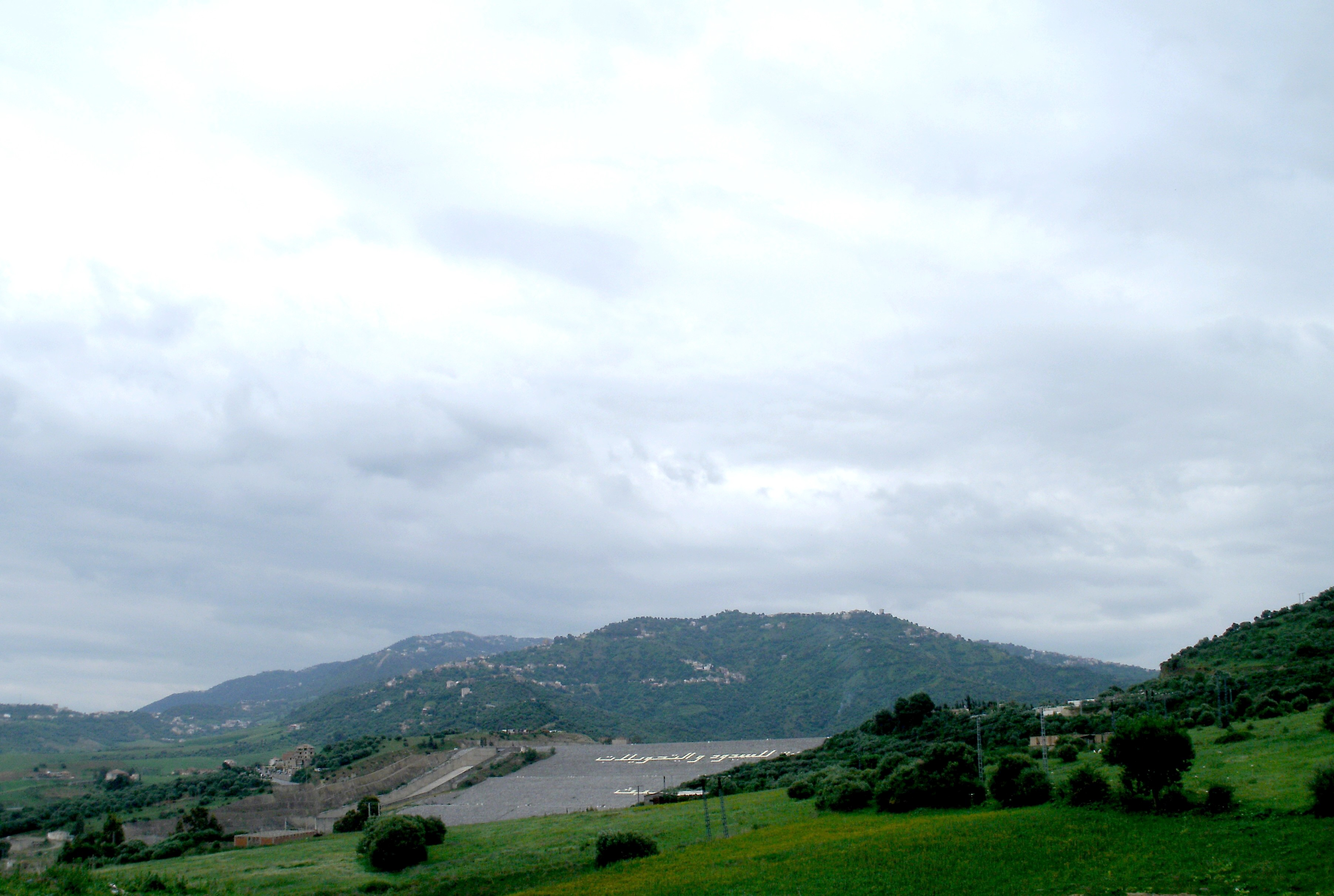
سد تاقسبت على وادي عيسي
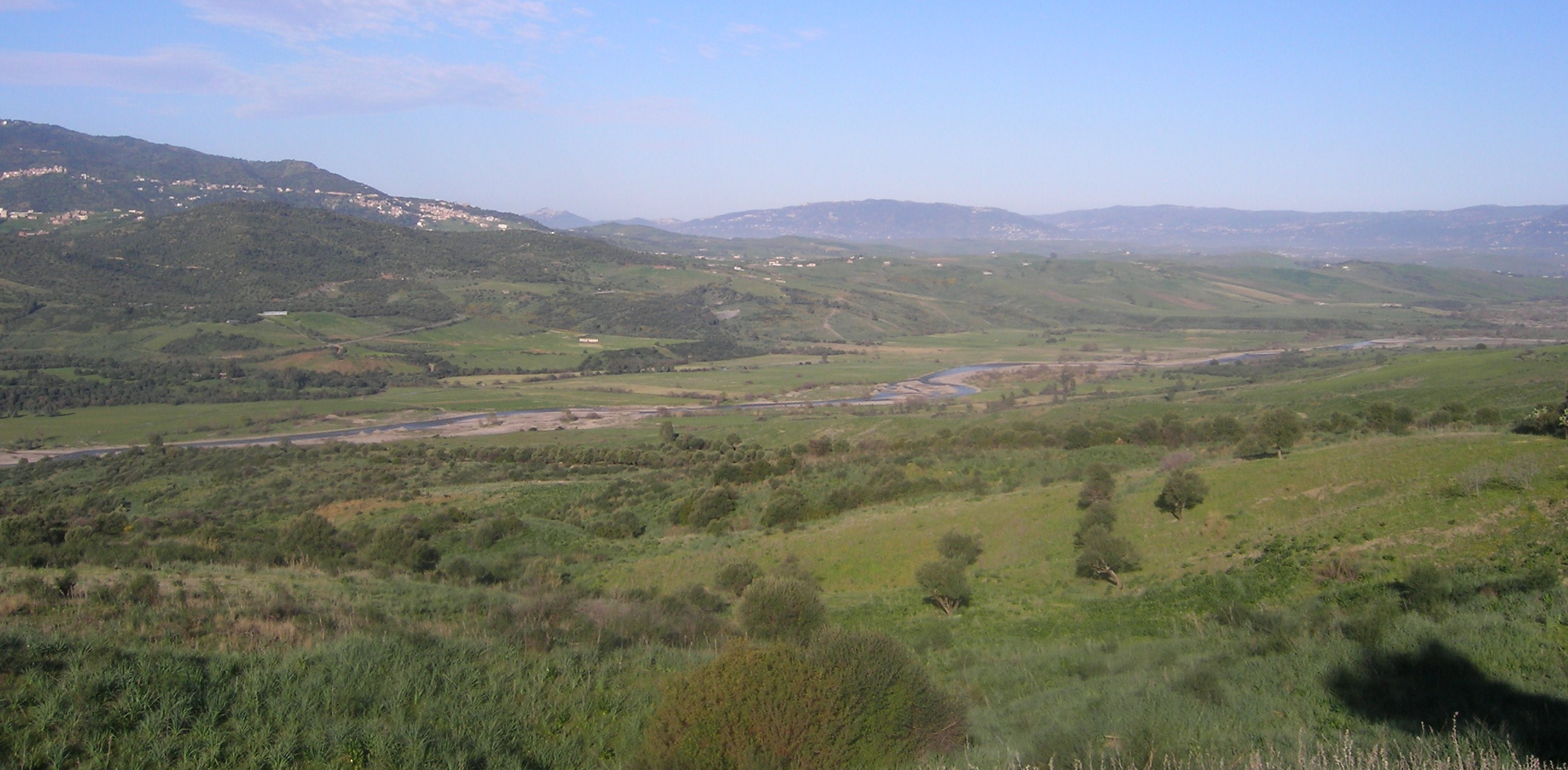
وادي سيباو
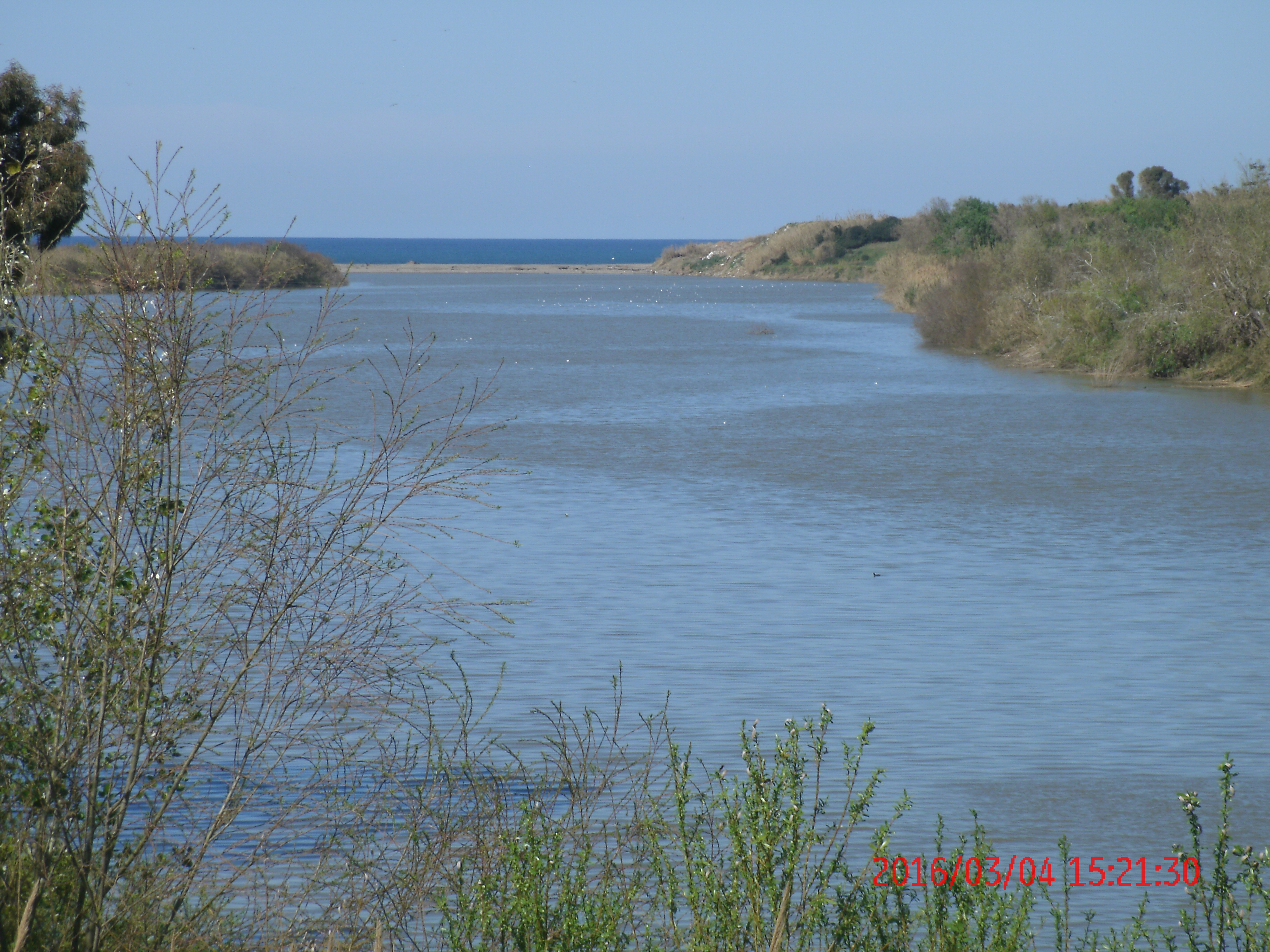
وادي سيباو
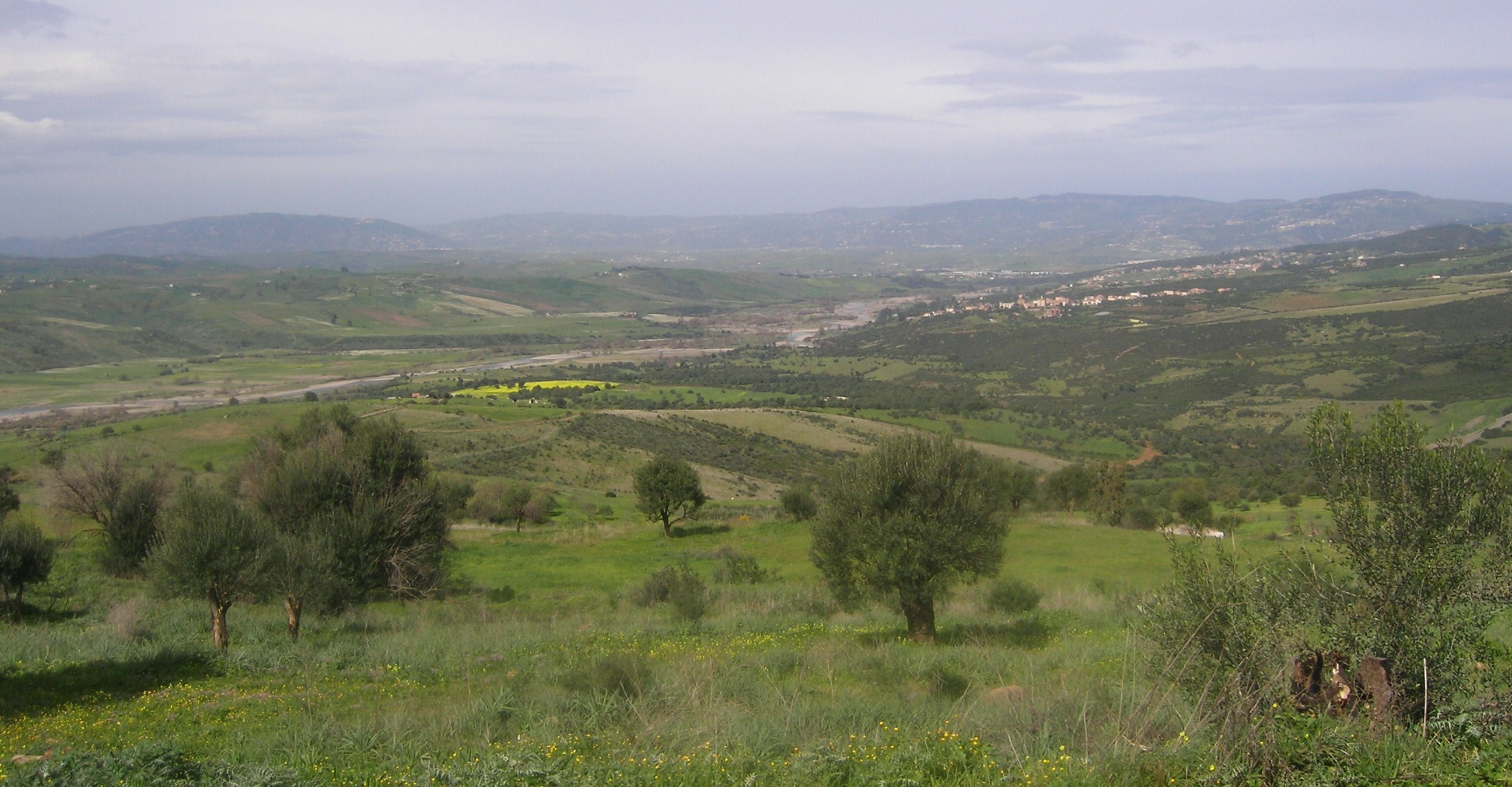
وادي سيباو

### مواضيع ذات صلة
- المجاري المائية في الجزائر
- قائمة أنهار الجزائر
- وزارة الموارد المائية الجزائرية
- نظام مائي للوديان
- نظام مطري للوديان
- الأطلس التلي
- جرجرة
- ولاية تيزي وزو
- السياحة في الجزائر
- قائمة أهم المعالم السياحية في العالم

### وصلات خارجية
- وزارة الموارد المائية الجزائرية نسخة محفوظة 10 مارس 2018 على موقع واي باك مشين.
- قائمة السدود الجزائرية على الموقع الرسمي لوزارة الموارد المائية
- الديوان الوطني للتطهير

### فيديوهات
- مشروع سد تاقصبت على يوتيوب.

## هامش
1. ↑  وقت الجزائر - يومية أخبارية وطنية http://www.wakteldjazair.com/index.php?id_rubrique=314&id_article=22962 نسخة محفوظة 22 أغسطس 2013 على موقع واي باك مشين.